# Lý thuyết ràng buộc
Lý thuyết về ràng buộc (TOC) là một mô hình quản lý mà quan sát bất kỳ hệ thống quản lý nào bị giới hạn trong việc đạt được nhiều mục tiêu hơn bởi một lượng ràng buộc rất ít. Luôn luôn có ít nhất một ràng buộc và TOC sử dụng một quá trình tập trung để xác định các ràng buộc và cơ cấu lại phần còn lại của tổ chức xung quanh nó. TOC có nghĩa giống với một thành ngữ phổ thông "một chuỗi không mạnh hơn liên kết yếu nhất của nó". Điều này có nghĩa là các quy trình, tổ chức, vv, sẽ dễ bị tổn thương bởi người yếu nhất hoặc một phần luôn có thể làm hỏng, phá hoại hoặc ít nhất ảnh hưởng xấu đến kết quả.

## Lịch sử
Lý thuyết về ràng buộc (TOC) là một triết lý quản lý tổng thể được giới thiệu bởi Eliyahu M. Goldratt trong cuốn sách năm 1984 có tựa đề Mục tiêu (the Goal), nhằm giúp các tổ chức đạt được mục tiêu của họ một cách liên tục. Goldratt đã điều chỉnh khái niệm quản lý dự án bằng cuốn sách Critical Chain, được xuất bản năm 1997.
Người đề xướng một khái niệm tương tự trước đó là Wolfgang Mewes ở Đức với các ấn phẩm về lý thuyết quản lý định hướng quyền lực (Machtorientierte Führungstheorie, 1963) và sau đó với hệ thống Energo-Kybernetic (EKS, 1971), sau này đổi tên thành Chiến lược Engpasskonzentrierte (Chiến lược tập trung vào nút cổ chai) như một lý thuyết nút cổ chai tiên tiến hơn. Các ấn phẩm của Wolfgang Mewes được bán trên thị trường thông qua FAZ Verlag, nhà xuất bản của tờ báo Đức Frankfurter Allgemeine Zeitung (tờ báo Frankfurt). Tuy nhiên, mô hình Lý thuyết về những ràng buộc được Goldratt sử dụng đầu tiên.

### Giả định chính
Tiền đề cơ bản của lý thuyết về ràng buộc là các tổ chức có thể được đo lường và kiểm soát bằng các biến thể trong ba đại lượng đo: thông lượng, chi phí vận hành và hàng tồn kho. Hàng tồn kho là tất cả số tiền mà hệ thống đã đầu tư vào việc mua những thứ mà nó dự định bán. Chi phí hoạt động là toàn bộ số tiền mà hệ thống chi tiêu để chuyển hàng tồn kho thành thông lượng. Thông lượng là tốc độ mà hệ thống tạo ra tiền thông qua bán hàng.
Trước khi có thể đạt được mục tiêu, trước tiên phải đáp ứng các điều kiện cần thiết. Những điều này thường bao gồm an toàn, chất lượng, nghĩa vụ pháp lý, vv. Đối với hầu hết các doanh nghiệp, mục tiêu chính nó là để kiếm tiền. Tuy nhiên, đối với nhiều tổ chức và doanh nghiệp phi lợi nhuận, việc kiếm tiền là điều kiện cần thiết để theo đuổi mục tiêu. Cho dù đó là mục tiêu hay điều kiện cần thiết, hiểu cách đưa ra quyết định tài chính hợp lý dựa trên thông lượng, hàng tồn kho và chi phí hoạt động là một yêu cầu quan trọng.

### Năm bước tập trung
Lý thuyết về các ràng buộc dựa trên giả thiết rằng tỷ lệ đạt được mục tiêu của một hệ thống hướng mục tiêu (tức là, năng suất của hệ thống) bị giới hạn bởi ít nhất một ràng buộc.
Lập luận bằng phép phản chứng như sau: Nếu không có gì ngăn cản hệ thống đạt được thông lượng cao hơn (tức là, nhiều đơn vị mục tiêu trong một đơn vị thời gian), thông lượng của nó sẽ là vô hạn - điều không thể trong hệ thống thực tế.
Chỉ bằng cách tăng lưu lượng thông qua ràng buộc, tổng thông lượng có thể tăng lên.
Giả sử mục tiêu của một hệ thống đã được khớp nối với các phép đo xác định, các bước để tập trung là:
1. Xác định (các) ràng buộc của hệ thống.
2. Quyết định cách khai thác (các) ràng buộc của hệ thống.
3. Phân cấp mọi thứ khác cho (các) quyết định ở trên.
4. Nâng cao (các) ràng buộc của hệ thống.
5. Cảnh báo! Nếu trong các bước trước, một ràng buộc đã bị hỏng, quay lại bước 1, nhưng không cho phép quán tính gây ra ràng buộc của hệ thống.

Mục tiêu của một tổ chức thương mại là: "Kiếm nhiều tiền ngay bây giờ và trong tương lai", và các phép đo của nó được tính bằng cách tính toán thông lượng với: thông lượng, hàng tồn kho và chi phí hoạt động.
Năm bước tập trung nhằm đảm bảo những nỗ lực cải tiến liên tục tập trung vào các ràng buộc của tổ chức. Trong tài liệu TOC, điều này được gọi là quá trình cải tiến liên tục (POOGI).
Các bước tập trung này là các bước quan trọng để phát triển các ứng dụng cụ thể được đề cập dưới đây.

### Các ràng buộc
Một ràng buộc là bất cứ điều gì ngăn cản hệ thống đạt được mục tiêu của nó. Các ràng buộc có thể xuất hiện từ nhiều dạng, nhưng nguyên tắc cốt lõi trong TOC là không có hàng chục hoặc hàng trăm ràng buộc. Có ít nhất một, nhưng hầu hết là chỉ một vài trong bất kỳ hệ thống nào. Các ràng buộc có thể là nội bộ hoặc bên ngoài hệ thống. Một ràng buộc nội bộ là khi thị trường đòi hỏi từ hệ thống nhiều hơn khả năng mà nó cung cấp. Nếu gặp trường hợp này, thì trọng tâm của tổ chức phải là khám phá ra ràng buộc đó và thực hiện năm bước tập trung để mở nó ra (và có khả năng loại bỏ nó). Một ràng buộc bên ngoài tồn tại khi hệ thống có thể sản xuất nhiều hơn thị trường mong muốn. Nếu gặp trường hợp này, thì tổ chức nên tập trung vào các cơ chế để tạo ra nhiều nhu cầu hơn cho các sản phẩm hoặc dịch vụ của mình.
Các loại ràng buộc (nội bộ)
- Thiết bị: Cách thiết bị hiện đang được sử dụng hạn chế khả năng của hệ thống để sản xuất hàng hóa / dịch vụ có thể bán được nhiều hơn.
- Con người: Thiếu người có tay nghề làm hạn chế hệ thống. Các mô hình tinh thần được tổ chức bởi con người có thể gây ra hành vi trở thành một ràng buộc.
- Chính sách: Một chính sách chính thứchoặc bất thành văn cũng sẽ ngăn cản hệ thống tạo ra nhiều hơn.

Khái niệm về ràng buộc trong Lý thuyết Ràng buộc là tương tự nhưng khác với ràng buộc hiển thị trong tối ưu hóa toán học. Trong TOC, ràng buộc được sử dụng như một cơ chế tập trung để quản lý hệ thống. Trong tối ưu hóa, ràng buộc được viết vào các biểu thức toán học để giới hạn phạm vi của giải pháp (X có thể không lớn hơn 5).
Xin lưu ý: các tổ chức có nhiều vấn đề với thiết bị, con người, chính sách, v.v. (sự cố chỉ là - sự cố - và không phải là một ràng buộc trong ý nghĩa thực sự của khái niệm TOC). Ràng buộc là yếu tố hạn chế ngăn cản tổ chức nhận được nhiều thông lượng hơn (thông thường, doanh thu thông qua bán hàng) ngay cả khi không có gì sai.

### Phá vỡ ràng buộc
Nếu công suất thông lượng của một ràng buộc được nâng lên tới điểm mà nó không còn là yếu tố giới hạn của hệ thống, điều này được gọi là "phá vỡ" ràng buộc. Các yếu tố hạn chế bây giờ là một phần khác của hệ thống, hoặc có thể ở bên ngoài vào hệ thống (một hạn chế bên ngoài). Điều này không được nhầm lẫn với một sự cố.

### Bộ đệm
Bộ đệm là đối tượng được sử dụng xuyên suốt lý thuyết ràng buộc. Chúng thường là kết quả của các bước con của năm bước tập trung. Các bộ đệm được đặt trước ràng buộc quản lý, do đó đảm bảo ràng buộc không bao giờ bị thiếu hụt. Các bộ đệm cũng được đặt phía sau ràng buộc để ngăn chặn sự cố thuận chiều từ việc chặn đầu ra của ràng buộc. Các bộ đệm được sử dụng theo cách này bảo vệ ràng buộc khỏi các biến cố từ phần còn lại của hệ thống và phải cho phép biến cố bình thường của thời gian xử lý và khó chịu thỉnh thoảng xảy ra  (Murphy) trước và sau ràng buộc.
Bộ đệm có thể là một ngân hàng các đối tượng vật lý trước một trung tâm làm việc, chờ đợi để được xử lý bởi trung tâm công việc đó. Bộ đệm cuối cùng sẽ giúp bạn có thời gian, như thời gian trước khi công việc đạt đến hạn chế và thường được gọi là bộ đệm thời gian. Luôn luôn có đủ (nhưng không quá mức) việc trong hàng đợi trước ràng buộc và không gian không tải phía sau ràng buộc.
Bộ đệm không phải là một dãy công việc nhỏ trước mỗi trung tâm làm việc trong một hệ thống Kanban mặc dù nó tương tự nếu bạn coi dây chuyền lắp ráp là ràng buộc quản lý. Một điều kiện tiên quyết trong lý thuyết là với một ràng buộc trong hệ thống là tất cả các phần khác của hệ thống phải có đủ năng lực để theo kịp công việc tại ràng buộc và bắt kịp nếu thời gian bị mất. Trong một dòng cân bằng, như trong Kanban, khi một trung tâm công việc xuôi dòng trong một khoảng thời gian dài hơn bộ đệm cho phép, thì toàn bộ hệ thống phải đợi cho đến khi trung tâm làm việc đó được phục hồi. Trong một hệ thống TOC, tình huống duy nhất mà công việc đang gặp nguy hiểm là nếu ràng buộc không thể xử lý được (hoặc do sự cố, bệnh tật hoặc "lỗ hổng" trong bộ đệm - nếu có lỗi xảy ra thì bộ đệm thời gian không thể bảo vệ).
Do đó, quản lý bộ đệm đại diện cho một thuộc tính quan trọng của lý thuyết ràng buộc. Có rất nhiều cách để áp dụng bộ đệm, nhưng thường được sử dụng nhất là hệ thống trực quan chỉ định bộ đệm theo ba màu: xanh lục (vàng), vàng (thận trọng) và đỏ (yêu cầu hành động). Hệ thống trực quan này cho phép toàn bộ hệ thống được điều chỉnh và do đó phụ thuộc vào sự cần thiết của ràng buộc một cách toàn diện. Điều này cũng có thể được thực hiện hàng ngày trong một phòng vận hành trung tâm mà ai cũng có thể truy cập.

### Các loại nhà máy
Có bốn loại nhà máy chính trong hệ thống thuật ngữ của TOC. Vẽ luồng vật liệu từ dưới cùng lên trên cùng trên một trang và bạn có bốn loại. Họ chỉ định dòng chảy chung của vật liệu thông qua một hệ thống, và cũng cung cấp một số gợi ý về nơi để tìm kiếm các vấn đề điển hình. Loại phân tích này được gọi là phân tích VATI vì nó sử dụng hình dạng từ dưới lên của các chữ cái V, A, T và I để mô tả các loại nhà máy. Bốn loại có thể được kết hợp theo nhiều cách thành các cơ sở lớn hơn, ví dụ như "nhà máy A cấp liệu cho nhà máy V".
- Nhà máy loại V: Dòng chảy chung của vật liệu là một-đến-nhiều (một đầu vào và nhiều đầu ra), từ một loại nguyên liệu thô có thể làm ra nhiều sản phẩm cuối cùng. Ví dụ điển hình là các nhà máy chế biến thịt hoặc nhà máy sản xuất thép. Vấn đề chủy yếu trong nhà máy loại V là "bị mất trộm", trong đó hoạt động (A) ngay sau một điểm rẽ nhánh "đánh cắp" vật liệu dùng cho các hoạt động khác (B). Một khi vật liệu đã được xử lý bởi A, nó không thể quay lại và được chạy qua B mà không phải làm lại đáng kể.
- Nhà máy loại A: Dòng chảy chung của vật liệu là từ nhiều-đến-một (nhiều cửa vào và một cửa ra). Ví dụ như trong nhà máy lắp ráp, nơi nhiều cụm lắp ráp con hội tụ để tạo nên một lắp ráp hoàn chỉnh cuối cùng. Vấn đề chủ yếu của nhà máy loại A là việc đồng bộ hóa các đường hội tụ sao cho mỗi nguồn cấp đều có thể đưa vật liệu đến điểm lắp ráp cuối cùng đúng thời điểm.
- Nhà máy loại T: Dòng chảy chung là của một nhà máy loại I (hoặc có nhiều dòng), mà sau đó chia thành nhiều bộ phận lắp ráp (từ nhiều-đến-nhiều) (nhiều đầu vào - nhiều đầu ra). Hầu hết các chi tiết sản xuất được sử dụng cho nhiều dây chuyền lắp ráp và gần như tất cả các cụm sử dụng nhiều chi tiết. Các thiết bị cá nhân, chẳng hạn như máy tính, là ví dụ tốt. Nhà máy loại T bị cả hai vấn đề là vấn đề đồng bộ hóa của nhà máy A (tất các bộ phận không có sẵn cho một lắp ráp) và các vấn đề "bị mất trộm" của nhà máy loại V (một lắp ráp đánh cắp các bộ phận có thể được sử dụng cho một lắp ráp khác).
- Nhà máy loại I: Các luồng dữ liệu theo một chuỗi, chẳng hạn như trong một dây chuyền lắp ráp. Công việc chính được thực hiện theo một chuỗi các sự kiện liên tiếp (một đầu vào - một đầu ra). Ràng buộc là hoạt động chậm nhất.

Từ danh sách trên, người ta có thể suy luận rằng: đối với các hệ thống phi vật chất, người ta có thể dùng cấu trúc V, A, T hoặc I để mô tả dòng chảy công việc hoặc dòng chảy của các quy trình, thay vì luồng vật lý tương tự như các nhà máy. Một dự án, ví dụ, là một chuỗi hình chữ A của công việc, lên đến đỉnh điểm trong một dự án được giao.

## Ứng dụng
Các bước tập trung, quá trình cải tiến liên tục này đã được áp dụng cho sản xuất, quản lý dự án, chuỗi cung ứng / phân phối để tạo ra các giải pháp cụ thể. Các công cụ khác (chủ yếu là "quy trình tư duy") cũng dẫn đến các ứng dụng TOC trong các lĩnh vực tiếp thị, bán hàng và tài chính. Giải pháp được áp dụng cho từng khu vực này được liệt kê dưới đây.

### Các hoạt động
Trong các hoạt động sản xuất vàquản lý hoạt động, giải pháp đó là tìm cách kéo vật liệu qua hệ thống, thay vì đẩy chúng vào hệ thống. Phương pháp chính được sử dụng là Cái trống-Lớp đệm-Sợi dây (DBR) và một biến thể của nó được gọi là phương pháp Cái trống-Lớp đệm-Sợi dây đơn giản  (S-DBR).
Cái trống-Lớp đệm-Sợi dây là một phương pháp thực hiện sản xuất dựa trên thực tế đầu ra của một hệ thống chỉ có thể giống như đầu ra ở ràng buộc của hệ thống. Bất kỳ nỗ lực nào để tạo ra nhiều hơn những gì mà ràng buộc có thể xử lý chỉ dẫn đến hàng tồn kho dư thừa chồng chất lên. Phương thức này được đặt tên cho ba thành phần của nó.
Trống là tốc độ giới hạn vật lý mà nhà máy có thể hoạt động: trung tâm công việc, máy hay các hoạt động hạn chế khả năng sản xuất nhiều hơn  của toàn bộ hệ thống. Các phần còn lại của nhà máy đều theo nhịp trống. Lịch trình tại trống quyết định hệ thống sẽ sản xuất ra cái gì, theo trình tự nào và số lượng bao nhiêu. Cần đảm bảo rằng trống luôn có công việc và bất cứ thứ gì trống xử lý xong không bị lãng phí.
Bộ đệm là bộ phận bảo vệ trống, để luôn luôn có công việc chảy vào nó. Bộ đệm trong DBR cung cấp thời gian bổ sung trước thời gian thiết lập và xử lý theo yêu cầu đối với các vật liệu trong dòng sản phẩm. Vì các bộ đệm này dùng thời gian là đơn vị đo lường, chứ không phải là số lượng vật liệu, điều này làm cho hệ thống ưu tiên hoạt động đúng dựa trên thời gian mà một đơn đặt hàng được dự kiến sẽ ở trống. Mỗi công việc sẽ có trạng thái bộ đệm khác nhau được tính toán. Dựa trên trạng thái bộ đệm này, các đơn hàng công việc có thể được mã hóa màu thành Đỏ, Vàng và Xanh lục. Các đơn hàng màu đỏ có ưu tiên cao nhất và phải làm việc trước tiên, vì chúng đã chiếm nhiều chỗ trong bộ đệm, tiếp theo là màu vàng và màu xanh lục. Theo thời gian, trạng thái bộ đệm này có thể thay đổi và màu được gán sẽ thay đổi theo công việc cụ thể với nó.
DBR truyền thống thường cần bộ đệm tại một số điểm trong hệ thống như: ràng buộc, điểm đồng bộ hóa và đường vận chuyển. S-DBR có một bộ đệm tại đường vận chuyển và quản lý dòng chảy của công việc trên trống thông qua một cơ chế lập kế hoạch chuyển tải.
Sợi dây là cơ chế giải phóng công việc nhà máy. Đơn hàng được phát đến bộ phận chế tạo tại một "thời gian đệm" trước khi chúng được xử lý bởi ràng buộc. Nói cách khác, nếu bộ đệm là 5 ngày, Đơn hàng phải được phát đi trước 5 ngày. Đưa công việc vào hệ thống sớm hơn thời gian đệm này có khả năng tạo ra lượng hàng đang làm quá cao và làm chậm toàn bộ hệ thống.

### Dây chuyền sản xuất tự động tốc độ cao
Dây chuyền sản xuất tự động được sử dụng trong ngành công nghiệp nước giải khát để đổ đầy nước vào chai thường có một số máy thực hiện các phần của quá trình hoàn chỉnh, từ làm đầy các chai đầu tiên đến đóng gói và xếp chồng. Những máy này hoạt động ở các tốc độ và công suất khác nhau và có các mức hiệu suất khác nhau.
Để có thể tối đa hóa thông lượng, dây chuyền sản xuất thường sẽ có một ràng buộc được thiết kế. Ràng buộc này thường là máy chậm nhất và thường đắt nhất trên dây chuyền. Thông lượng tổng của dây chuyền được xác định bởi máy này. Tất cả các máy khác có thể hoạt động nhanh hơn và được kết nối bằng băng tải.
Các băng tải thường có khả năng đệm sản phẩm. Trong trường hợp nghẽn tại một máy không phải là ràng buộc, băng tải có thể đệm sản phẩm, cho phép máy ràng buộc tiếp tục chạy.
Một thiết lập dây chuyền tiêu biểu là như vậy mà trong hoạt động bình thường các băng tải ở đầu dây chuyền trước máy ràng buộc luôn luôn có tải để ngăn chặn sự thiếu hụt tại các ràng buộc và các băng tải sau máy ràng buộc được chạy không tải để ngăn chặn sự chạy ngược chiều tại các ràng buộc. Mục đích chung là để ngăn chặn tắc nghẽn cục bộ tại các máy ảnh hưởng đến các ràng buộc.
Vì lý do này khi các máy móc tiếp tục bị hạn chế, chúng có khả năng chạy nhanh hơn so với máy trước đó và điều này tạo ra đường cong V.

### Chuỗi cung ứng và hậu cần
Nói chung, giải pháp cho chuỗi cung ứng là tạo ra dòng hàng tồn kho để đảm bảo tính sẵn có cao hơn và để loại bỏ thặng dư.
Giải pháp phân phối TOC có hiệu quả khi được sử dụng để giải quyết một liên kết đơn trong chuỗi cung ứng và nhiều hơn nữa trên toàn bộ hệ thống, ngay cả khi hệ thống bao gồm nhiều công ty khác nhau. Mục đích của giải pháp phân phối TOC là thiết lập một lợi thế cạnh tranh quyết định dựa trên tính sẵn có phi thường bằng cách giảm đáng kể thiệt hại gây ra khi dòng hàng hóa bị gián đoạn do thiếu hụt và thặng dư.
Cách tiếp cận này sử dụng một số quy tắc mới để bảo vệ tính  sẵn có với ít hàng tồn kho hơn thông thường. Trước khi giải thích các quy tắc mới này, thuật ngữ Thời gian bổ sung phải được định nghĩa. Thời gian Bổ sung (RT) là tổng sự chậm trễ, thời gian tiêu tốn sau khi giao hàng, trước khi một đơn hàng được đặt cộng với sự chậm trễ sau khi đặt lệnh cho đến khi hàng hóa được đặt đến vị trí nhận hàng.
1. Hàng tồn kho được tổ chức tại một điểm tập hợp càng gần nguồn càng tốt. Cách tiếp cận này đảm bảo nhu cầu trơn tru tại điểm tập hợp, yêu cầu lượng hàng tồn kho tương đối ít hơn. Các trung tâm phân phối nắm giữ hàng trong kho đã được tổng hợp có thể vận chuyển hàng hóa tới liên kết tiếp theo trong chuỗi cung ứng nhanh hơn nhiều so với một nhà sản xuất theo đơn đặt hàng có thể.
2. Việc tuân theo quy tắc này có thể dẫn đến việc nhà sản xuất theo đơn đặt hàng chuyển đổi thành sản xuất để dự trữ. Hàng tồn kho được thêm vào tại điểm tổng hợp nhỏ hơn đáng kể so với đầu ra hàng tồn kho.
3. Tại tất cả các điểm lưu trữ, bộ đệm hàng tồn kho ban đầu được cài đặt tạo một giới hạn trên hàng tồn kho hiệu quả tại vị trí đó. Kích thước bộ đệm bằng với mức tiêu thụ tối đa dự kiến trong thời gian RT trung bình, cộng thêm hàng dự trữ bổ sung để đề phòng trường hợp giao hàng trễ. Nói cách khác, không có lợi ích trong việc giữ nhiều hàng tồn kho ở một vị trí hơn số lượng có thể được tiêu thụ nếu không nhận được nhiều đơn hàng hơn. Thông thường, tổng giá trị có sẵn của các bộ đệm như vậy ít hơn 25-75% so với mức tồn kho trung bình được quan sát hiện nay.
4. Khi bộ đệm được thiết lập, không có đơn hàng bổ sung nào được đặt miễn là số lượng gửi đến (đã đặt hàng nhưng chưa nhận được) cộng với số lượng hiện có bằng hoặc lớn hơn kích thước bộ đệm. Theo quy tắc này, hàng tồn kho dư thừa sẽ bị loại bỏ khi nó được tiêu thụ.
5. Vì lý do nào đó, khi hàng tồn kho có sẵn cộng với hàng tồn kho đầu vào nhỏ hơn bộ đệm, các đơn đặt hàng được đặt càng sớm càng tốt để tăng hàng tồn kho đầu vào để mối quan hệ còn trong kho + đầu vào = Bộ đệm được duy trì.
6. Để đảm bảo bộ đệm không đổi ngay cả với những thay đổi trong tỷ lệ nhu cầu và bổ sung, một thuật toán đệ quy đơn giản được gọi là quản lý bộ đệm được sử dụng. Khi mức hàng tồn kho có sẵn trên 1/3 bộ đệm trên toàn bộ thời gian RT, bộ đệm bị giảm một phần ba (và đừng quên quy tắc 3). Ngoài ra, khi hàng tồn kho có sẵn dưới 1/3 bộ đệm quá lâu, bộ đệm được tăng thêm một phần ba (và đừng quên quy tắc 4). Định nghĩa "quá dài" có thể thay đổi tùy thuộc vào mức độ dịch vụ yêu cầu, tuy nhiên, quy tắc chung là 20% RT. Việc tăng bộ đệm lên dễ dàng hơn so với giảm xuống do thiệt hại do thiếu hụt thường lớn hơn so với thiệt hại do thặng dư gây ra.

Khi hàng tồn kho được quản lý như trên, cần nỗ lực liên tục để giảm RT, giao hàng trễ, lượng đơn hàng tối thiểu của nhà cung cấp (cho mỗi SKU và theo đơn đặt hàng) và sắp xếp đơn hàng của khách hàng. Bất kỳ cải tiến nào trong các lĩnh vực này sẽ tự động cải thiện cả tính sẵn có và quay vòng hàng tồn kho, nhờ tính chất thích ứng của Quản lý bộ đệm.
Vị trí lưu trữ quản lý hàng tồn kho theo TOC giúp các khách hàng không theo TOC (liên kết thuận chiều trong chuỗi cung ứng, cho dù nội bộ hay bên ngoài) quản lý hàng tồn kho của họ theo quy trình TOC. Trợ giúp này có thể dưới dạng hàng tồn kho được quản lý bởi nhà cung cấp (VMI). Liên kết phân phối TOC chỉ đơn giản là mở rộng kỹ thuật quản lý và kích thước bộ đệm của nó cho hàng tồn kho của khách hàng. Làm như vậy có tác dụng làm mịn nhu cầu của khách hàng và giảm kích thước đơn đặt hàng trên mỗi SKU. VMI cho kết quả tốt hơn về sự có sẵn và quay vòng hàng tồn kho cho cả nhà cung cấp và khách hàng. Hơn nữa, lợi ích cho khách hàng không TOC là đủ để đáp ứng mục đích tận dụng lợi thế cạnh tranh quyết định bằng cách cho khách hàng một lý do mạnh mẽ để trung thành hơn và mang lại nhiều công việc hơn cho liên kết ngược chiều. Khi người tiêu dùng cuối cùng mua nhiều hơn, toàn bộ chuỗi cung ứng sẽ bán nhiều hơn.
Một giấy báo trước nên được xem xét. Ban đầu và chỉ tạm thời, chuỗi cung ứng hoặc một liên kết cụ thể có thể bán ít hơn khi hàng tồn kho dư thừa trong hệ thống được bán. Tuy nhiên, doanh số bán hàng  tăng do tính sẵn có được cải thiện là một yếu tố đối kháng. Mức thặng dư và thiếu hụt hiện tại khiến cho mỗi trường hợp khác nhau.

### Tài chính và kế toán
Giải pháp tài chính và kế toán là áp dụng tư duy tổng thể cho ứng dụng tài chính. Điều này đã được gọi là kế toán thông lượng. Kế toán thông lượng cho thấy rằng một trong những kiểm tra tác động đầu tư và thay đổi hoạt động về tác động đến thông lượng của doanh nghiệp. Nó là một thay thế cho kế toán chi phí.
Các thông số đo chính cho quan điểm TOC về tài chính và kế toán là: thông lượng, chi phí hoạt động và đầu tư. Thông lượng được tính từ doanh thu trừ "tổng chi phí biến đổi", trong đó tổng chi phí biến đổi  thường được tính là chi phí nguyên liệu đi vào việc tạo ra mặt hàng đã bán.(tr13–14)

### Quản lý dự án
Quản lý dự án theo chuỗi giới hạn (CCPM) được sử dụng trong lĩnh vực này. CCPM dựa trên ý tưởng rằng tất cả các dự án trông giống như nhà máy A: tất cả các hoạt động hội tụ với một điểm giao cuối cùng. Như vậy, để bảo vệ dự án, phải có bộ đệm bên trong để bảo vệ các điểm đồng bộ và bộ đệm dự án cuối cùng để bảo vệ dự án tổng thể.

### Tiếp thị và bán hàng
TOC ban đầu chỉ tập trung vào sản xuất và hậu cần, TOC gần đây đã mở rộng sang quản lý bán hàng và tiếp thị. Vai trò của nó được công nhận rõ ràng trong lĩnh vực kỹ thuật quy trình bán hàng. Để quản lý bán hàng hiệu quả, người ta có thể áp dụng mô hình cái trống-bộ đệm-sợi dây cho quá trình bán hàng tương tự như cách nó được áp dụng cho các hoạt động (xem Tái cấu trúc tài liệu tham khảo cuốn sách Quy trình bán hàng bên dưới). Kỹ thuật này thích hợp khi ràng buộc của bạn nằm trong quá trình bán hàng, hoặc nếu bạn chỉ muốn có một kỹ thuật quản lý bán hàng hiệu quả bao gồm các chủ đề về quản lý kênh và tỷ lệ chuyển đổi.

## Quá trình tư duy
Các quá trình tư duy là một bộ công cụ để giúp các nhà quản lý từng bước khởi xướng và thực hiện một dự án. Khi được sử dụng trong một dòng chảy hợp lý, các quá trình tư duy giúp bước qua một quá trình thỏa thuận:
1. Đạt được thỏa thuận về vấn đề
2. Đạt được thỏa thuận về hướng cho một giải pháp
3. Đạt được thỏa thuận rằng giải pháp giải quyết được vấn đề
4. Đồng ý khắc phục mọi phân nhánh tiềm năng tiêu cực
5. Đồng ý vượt qua mọi trở ngại để thực hiện

Các học viên TOC đôi khi đề cập đến những điều này trong tiêu cực khi làm việc với tầng tầng lớp lớp sự chống đối thay đổi.
Gần đây, cây thực tế hiện tại (CRT) và cây thực tế tương lai (FRT) đã được áp dụng cho một bài luận lý luận.
Mặc dù nguồn gốc của nó như là một phương pháp sản xuất (Goldratt & Cox, Mục tiêu: Một quá trình cải tiến liên tục, 1992), phương pháp luận của Lý thuyết về ràng buộc (TOC) của Goldratt hiện nay được coi là phương pháp hệ thống với nền tảng vững chắc trong các ngành khoa học cứng (Mabin, 1999). Thông qua các công cụ để tư duy và tổng hợp hội tụ, "quy trình tư duy" củng cố toàn bộ phương pháp TOC, giúp xác định và quản lý các ràng buộc và hướng dẫn cải tiến liên tục và thay đổi trong các tổ chức (Dettmer H., 1998).
Quá trình thay đổi yêu cầu xác định và chấp nhận các vấn đề cốt lõi; mục tiêu và phương tiện cho mục tiêu. Tập hợp các công cụ logic này có thể được sử dụng để thăm dò, phát triển giải pháp và triển khai giải pháp cho các cá nhân, nhóm hoặc tổ chức. Mỗi công cụ có một mục đích và gần như tất cả các công cụ có thể được sử dụng độc lập (Cox & Spencer, 1998). Vì những công cụ tư duy này được thiết kế để giải quyết các "lớp chống đối" liên tiếp và cho phép có sự giao tiếp, nó xúc tiến bảo đảm "sự đồng thuận" của các nhóm. Trong khi CRT (cây thực tế hiện tại) đại diện cho những ảnh hưởng không mong muốn trong tình hình hiện tại, FRT (cây thực tế trong tương lai), NBR (nhánh phủ định) giúp mọi người hoạch định và hiểu được kết quả khả dĩ từ hành động của họ. PRT (cây điều kiện tiên quyết) và TRT (cây chuyển tiếp) được thiết kế để xây dựng sự đồng thuận tập thể và hỗ trợ trong giai đoạn Thực hiện. Cấu trúc logic của các công cụ hoặc sơ đồ này là logic điều kiện cần thiết, logic nguyên nhân đầy đủ và các quy tắc logic chặt chẽ được sử dụng để xác nhận các mối quan hệ nhân quả được mô hình hóa với các công cụ này (Dettmer W., 2006).
Tóm tắt các công cụ này, các câu hỏi mà chúng giúp trả lời và các cấu trúc logic liên quan được sử dụng được trình bày trong bảng dưới đây.
| Tư duy đầy đủ "Nếu....... sau đó" | Tư duy cần thiết "Để... chúng ta phải"     |                          |
| --------------------------------- | ------------------------------------------ | ------------------------ |
| Điều gì cần thay đổi?             | Cây thực tế hiện tại                       |                          |
| Thay đổi thành cái gì             | Future Reality Tree Bảo lưu nhánh tiêu cực | Đám mây bốc hơi          |
| Làm thế nào để thay đổi?          | Cây chuyển tiếp                            | Cây điều kiện tiên quyết |

TOC Thinking Process Tools: Sử dụng những công cụ này dựa trên niềm tin cơ bản của TOC mà các tổ chức a) vốn dĩ đơn giản (sự phụ thuộc lẫn nhau trong tổ chức) b) mong muốn hài hòa vốn có (giải pháp thắng - thắng) c) vốn dĩ tốt (mọi người) là tốt) và có tiềm năng vốn có (người và tổ chức có tiềm năng làm tốt hơn) (Goldratt E., 2009). Trong cuốn sách "Từ mây mù đến  giải pháp" Jelena Fedurko (Fedurko, 2013) nói rằng các lĩnh vực chính để áp dụng các công cụ TP là:
- Để tạo và nâng cao kỹ năng tư duy và học tập
- Để đưa ra quyết định tốt hơn
- Để phát triển trách nhiệm đối với hành động của chính mình thông qua hiểu biết hậu quả của họ
- Để xử lý các xung đột với sự tự tin hơn và kết quả thắng-thắng
- Để khắc phục hành vi với những hậu quả không mong muốn
- Hỗ trợ đánh giá các điều kiện để đạt được kết quả mong muốn
- Để hỗ trợ hòa giải giữa những người cùng vị thế
- Để hỗ trợ mối quan hệ giữa cấp dưới và ông chủ[cần dẫn nguồn]

## Phát triển và thực hành
TOC được khởi xướng bởi Goldratt. Từ lúc đó cho đến khi mất, ông vẫn là động lực chính đằng sau sự phát triển và thực hành TOC. TOC có một mạng lưới các cá nhân và các công ty nhỏ cùng với các học viên trên khắp thế giới. TOC đôi khi được gọi là "quản lý ràng buộc". TOC là một khối kiến thức lớn với một triết lý phát triển mạnh mẽ.

## Sự chỉ trích
Các chỉ trích phản đối TOC bao gồm:

### Tuyên bố gần điểm tối ưu của cái trống- bộ đệm-sợi dây
Mặc dù TOC đã được so sánh thuận lợi với các kỹ thuật lập trình tuyến tính, Giáo sư Trietsch từ Đại học Auckland cho rằng phương pháp DBR kém hơn các phương pháp cạnh tranh. Linhares, từ Quỹ Getulio Vargas, đã chỉ ra rằng phương pháp TOC để thiết lập một hỗn hợp sản phẩm tối ưu không có khả năng mang lại kết quả tối ưu, vì nó ngụ ý rằng P = NP.

### Món nợ không được thừa nhận
Duncan (được trích dẫn bởi Steyn) nói rằng TOC vay mượn rất nhiều từ động lực học hệ thống do Forrester phát triển vào những năm 1950 và từ kiểm soát quy trình thống kê có từ Thế chiến II. Và Noreen Smith và Mackey, trong báo cáo độc lập của họ về TOC, chỉ ra rằng một số khái niệm chính trong TOC "đã có trong các chủ đề sách giáo khoa về kế toán quản lý trong nhiều thập kỷ."(tr149)
Người khiếu nại Sách của Goldratt không thừa nhận rằng TOC vay mượn từ hơn 40 năm nghiên cứu và thực hành khoa học quản lý trước đây, đặc biệt là từ Kỹ thuật Ước lượng và Đánh giá Chương trình
/ Phương pháp Đường găng
(PERT / CPM) và chiến lược đúng thời gian. Một sự bác bỏ cho những lời chỉ trích này được đưa ra trong Goldratt "Lý thuyết về ràng buộc là gì và nó nên được thực hiện như thế nào?", Và trong chương trình radio của anh, "Beyond The Goal". Trong đó, Goldratt thảo luận về lịch sử của ngành khoa học kỉ luật, so sánh điểm mạnh và điểm yếu của các ngành khác nhau, và thừa nhận nguồn thông tin và cảm hứng cho quá trình tư duy và phương pháp đường găng. Các bài báo được công bố trên Tạp chí Lý thuyết Ràng buộc không còn tài liệu tham khảo. Goldratt xuất bản một bài báo và nói chuyện với tiêu đề "Đứng trên vai người khổng lồ", trong đó ông nói đã vay mượn nhiều ý tưởng cốt lõi trong Lý thuyết về ràng buộc. Goldratt đã thấy nhiều lần để cho thấy sự tương quan giữa các phương pháp cải tiến khác nhau.
Goldratt đã bị chỉ trích vì thiếu sự cởi mở trong các lý thuyết của mình, một ví dụ ông đã không phát hành thuật toán đã sử dụng cho hệ thống đào tạo hiệu suất tối ưu. Một số người cho rằng ông không khoa học trong nhiều lý thuyết, công cụ và kỹ thuật của ông không phải là một phần của miền công cộng, thay vì là một phần trong khuôn khổ của ông về lợi nhuận của ông về ý tưởng của ông. Theo Gupta và Snyder (2009), mặc dù được công nhận là một triết lý quản lý thực sự hiện nay, TOC vẫn chưa thể chứng minh hiệu quả của nó trong tài liệu học thuật và như vậy, không thể được coi là đáng giá đủ để được gọi là một lý thuyết được công nhận rộng rãi. TOC cần nhiều nghiên cứu nổi bật nữa để chứng minh mối liên hệ giữa triển khai và cải thiện hiệu suất tài chính. Nave (2002) lập luận rằng TOC không xét đến nhân viên và không trao quyền cho họ trong quá trình sản xuất. Ông cũng tuyên bố rằng TOC không giải quyết các chính sách không thành công như những ràng buộc.
Ngược lại, Mukherjee và Chatterjee (2007) nói rằng phần lớn những lời chỉ trích về công việc của Goldratt đã tập trung vào việc thiếu sự nghiêm khắc trong công việc của mình, nhưng không phải là cách tiếp cận nút cổ chai, mà là hai khía cạnh khác nhau của vấn đề.

## Chứng nhận và giáo dục
Tổ chức chứng nhận quốc tế về lý thuyết ràng buộc (TOCICO) là một tổ chức xã hội phi lợi nhuận độc lập đặt ra các kỳ thi để đảm bảo một tiêu chuẩn nhất quán về năng lực. Nó được giám sát bởi một hội đồng
 gồm các chuyên gia công nghiệp và học thuật. Nó cũng tổ chức một hội nghị quốc tế hàng năm. Công trình nghiên cứu được trình bày tại các hội nghị này tạo thành một khối kiến thức cốt lõi hiện tại.